# 渚のアデリーヌ
「渚のアデリーヌ」（なぎさのアデリーヌ、原題 フランス語: Ballade pour Adeline）は、フランスのピアニスト、リチャード・クレイダーマンのデビュー曲。1976年に発表し、レコードは38か国で発売され2200万枚を売り上げる大ヒット曲となった。

## 概要
ポール・ドゥ・センヌヴィル作曲。センヌヴィルはこの曲が完成した時、生まれたばかりの次女であるアデリーヌに捧げた。そのため、原題はフランス語で「Ballade pour Adeline（アデリーヌに捧げるバラード）」となっている。
センヌヴィルはこの曲が出来ると、オリヴィエ・トゥッサンと共にこの曲を弾く新しいキャラクターによるピアニストを探し始めた。その新しいキャラクターは当時、ディスコ音楽が全盛となっていき音楽が過激に走って行く時代に、あえてシンプルで美しいメロディーの普遍性を訴えるものでその際、芸名も「リチャード・クレイダーマン」、デビュー曲もこの曲と既に決まっていたという。そこで集まった約20人の中から、ピアノのテクニック、音楽性、そして容姿や性格などいずれにおいても優れていたのが、当時23歳のピアニストで、スタジオ・ミュージシャンとして働いていたフィリップ・ロベール・ルイ・パジェス（現在のクレイダーマン）であった。彼はセンヌヴィルが設立し、長女の名前を冠した新しいレコード会社「デルファン」から1976年、この曲でレコードデビューした。
日本では1978年、ビクター音楽産業がこの曲を「渚のアデリーヌ」に改題して初めて発売し、1枚目のアルバム『星空のピアニスト』 に収録された。現在では（テイク違い、リメイクを含む）数多くのアルバムに収録されている。
トランペット奏者ジャン・クロード・ボレリーも演奏しており、日本でも「アデリーヌの詩」という邦題（フランス語の原題は同じ）で紹介されている。
現在の日本では「曲は良く聞くがタイトルや作者は分からない」というほどポピュラーな曲であり、数世紀前に作曲されたクラシックであると勘違いしている層すらも多い。実際には現代音楽であり、アンドレ・ギャニオンの曲などと並びイージーリスニングに分類される。